# Fisterra (ort)
Fisterra är en ort i Spanien.   Den ligger i provinsen Provincia da Coruña och regionen Galicien, i den nordvästra delen av landet, 500 km nordväst om huvudstaden Madrid. Fisterra ligger 15 meter över havet och antalet invånare är 5 005.
Terrängen runt Fisterra är kuperad åt nordost, men åt sydost är den platt. Havet är nära Fisterra åt sydväst.  Närmaste större samhälle är Cee, 8,2 km nordost om Fisterra. 